# コベーロ

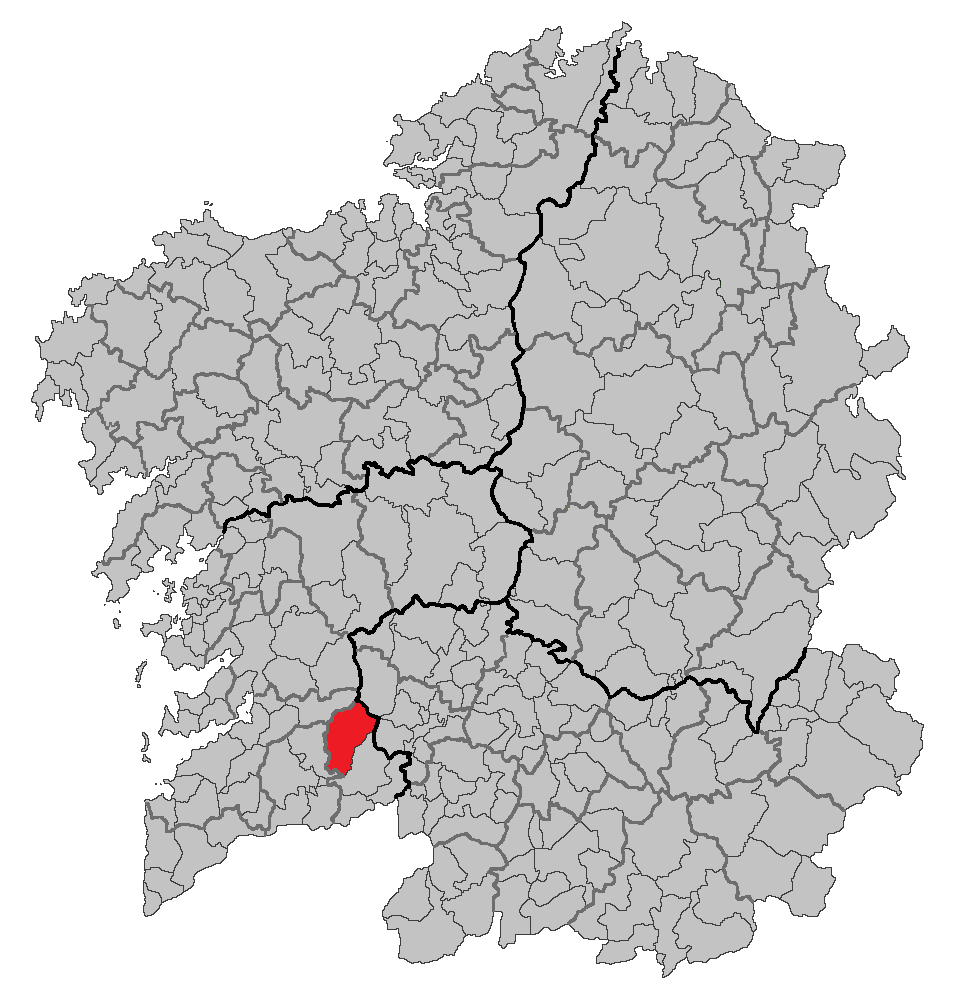

コベーロ（Covelo）は、スペイン、ガリシア州、ポンテベドラ県の自治体、コマルカ・ダ・パラダンタに属する。ガリシア統計局によれば、2012年の人口2,931人（2011年：3,235、2009年：3,399人）。
ガリシア語話者の自治体住民に占める割合は98.13%（2001年）。

## 地理
コベーロはポンテベドラ県の南部に位置し、コマルカ・ダ・パラダンタに属する。北はフォルネーロス・デ・モンテスとアビオン（オウレンセ県）、東がメロン（オウレンセ県）とア・カニーサ、南から西にかけてがモンダリスの各自治体と隣接している。。
コベーロはポンテアレーアス司法管轄区に属す。

### 人口
住民は14の教区の96の地区（集落）に居住する。
| コベーロの人口推移 1900－2010                           |
|                                                         |
| 出典:INE（スペイン国立統計局）1900年 - 1991年、1996年 - |

## 政治
自治体首長はガリシア国民党（PPdeG）のホセ・コスタ・ディアス（José Costa Díaz）、自治体評議員はガリシア国民党：7、ガリシア民族主義ブロック（BNG）：3、ガリシア社会党（PSdeG-PSOE）：1となっている（2011年5月22日の自治体選挙結果、得票順）。
| 1999年6月13日自治体選挙 |        |        |          |
| 政党                    | 得票数 | 得票率 | 獲得議席 |
| PPdeG                   | 1,647  | 69.55% | 8        |
| BNG                     | 408    | 17.23% | 2        |
| AGL                     | 226    | 9.54%  | 1        |
| PSdeG-PSOE              | 102    | 7.39%  | 0        |

| 2003年5月25日自治体選挙 |        |        |          |
| 政党                    | 得票数 | 得票率 | 獲得議席 |
| PPdeG                   | 1,521  | 67.00% | 8        |
| BNG                     | 541    | 23.83% | 2        |
| PSdeG-PSOE              | 198    | 8.72%  | 1        |

| 2007年5月27日自治体選挙 |        |        |          |
| 政党                    | 得票数 | 得票率 | 獲得議席 |
| PPdeG                   | 1,321  | 63.18% | 7        |
| BNG                     | 561    | 26.83% | 3        |
| PSdeG-PSOE              | 192    | 9.18%  | 1        |

| 2011年5月22日自治体選挙 |        |        |          |
| 政党                    | 得票数 | 得票率 | 獲得議席 |
| PPdeG                   | 1,202  | 64.18% | 7        |
| BNG                     | 486    | 25.95% | 3        |
| PSdeG-PSOE              | 158    | 8.44%  | 1        |

## 教区
コベーロは14の教区に分けられる。
- バルシア・デ・メーラ（サン・マルティーニョ）
- カンポ（サンタ・マリーア）
- カステランス（サント・エステーボ）
- コベーロ（サンタ・マリーニャ）
- フォフェ（サン・ミゲル）
- ゴドンス（サンタ・マリーア）
- ア・グラーニャ（サン・ベルナベウ）
- ア・ラモーサ（サン・バルトロメウ）
- マセイラ（サン・サルバドール）
- パラーニョス（サンタ・マリーア）
- オ・ピニェイロ（サン・ショアン）
- プラード（サン・サルバドール）
- プラード・デ・カンダ（サンティアーゴ）
- サンティアゴ・デ・コベーロ（サンティアーゴ）